# Meddig él az ember? I-II
Meddig él az ember? I-II è un documentario del 1967 diretto da Judit Elek.